# مانچه
مانچه (به لاتین: Mącze) یک روستا در لهستان است که در گمینا اوک واقع شده‌است.